# Parapoynx flavimarginalis
Parapoynx flavimarginalis is een vlinder uit de familie van de grasmotten (Crambidae), uit de onderfamilie van de Acentropinae. De wetenschappelijke naam van deze soort is voor het eerst gepubliceerd in 1889 door William Warren.
De soort komt voor in Brazilië.